# Synowie i córki Jakuba szklarza
Synowie i córki Jakuba szklarza – czechosłowacki telewizyjny serial historyczny z 1985 roku.

## Obsada
- Luděk Munzar – Jakub Cirkl
- Eva Jakoubková – Terezka Herálcová-Cirklová
- Slávka Hozová – Fanynka Herálcová
- Petr Kostka – Jakub Cirkl (syn)
- Jana Preissová – Terezka Cirklová (córka)
- Jiří Krampol – Josef Cirkl
- Daniela Kolářová – Vilemína Cirklová
- Svatopluk Skopal – Toník Cirkl
- Marta Vančurová – Nanynka Cirklová
- Jaromír Hanzlík – Vojta Cirkl
- Zdeněk Řehoř – księgowy Horyna
- Jana Štěpánková – Alžběta Krahulíková